# Theatresports
Theatresports（勁爆劇場大比拼／即興劇場）是一種以比賽模式進行的即興表演形式。演員皆會分成隊伍，使用觀衆提供的建議進行即興表演，然後由在場評判評分。由加拿大劇作家Keith Johnstone所創立，Theatresports的靈感源自專業摔跤所帶來的興奮和喝彩。
目前澳門戲劇農莊創團成員與行政總監、Theatresports 註冊專業導師（國際即興劇場學院 International Theatresports Institute）、（港澳、新加坡、汶萊及馬來西亞等Theatresports）授權顧問李俊傑先生正熱烈在亞洲區推廣Theatresports。

## Opening
每隊Theatresports 隊伍都會有自己的Opening,一段數分鐘的短劇,用於自我介紹,表演者可以加入各種元素如歌舞、魔術增強舞台效果。Opening基本上是預先排練,而非即興。

## 劇場遊戲
Theatresports由不同的即興劇遊戲組成,時長1分鐘至5分鐘。
| 項目                              | 玩法 | 時長  |
| 帽子遊戲（Hat game）              | 每隊各派一名隊員出場,演員先帶上帽子,在時間內不斷推進劇情,找尋機會搶走對方的帽子。被搶走帽子的將由下一位隊員接替,直至時間到                                           | 5分鐘 |
| 三種特徵                          | 隊伍派兩名隊員出場,其中一名參加者A會離開會場,而觀眾則為他提供三種特徵包括身體特徵、與另一名參加者B的關係及職業,A回到會場後,B要按照觀眾要求演出,讓A估到自己的三個特徵 | 2分鐘 |
| 廣告直銷（Comercial）             | 隊伍全隊出場,觀眾會提出一件難以銷售的物品讓參加者銷售,參加者需演出一場即興劇,吸引觀眾購買此物品                                                                      | 1分鐘 |
| 高/低身份階級（(High/low)Status） | 每隊各派一名隊員出場,觀眾會提出兩個身份極高或極低的角色,參加者需讓自己的身份在對方之上(higher)或在對方之下(lower)                                                    | 2分鐘 |
| 主子與僕人（Master and servant）  | 每隊各派一名隊員出場,觀眾會提出兩個身份極端的角色,身份較低的參加者需要想辨法令自己的身份高於對方                                                                     | 2分鐘 |
| 勁歌金曲（Song）                  | 每隊各派一名隊員出場,參台者需要在全程唱出自己的對白,隊友可以在劇中以新的角色亂入,推進劇場發展                                                                        | 2分鐘 |
| 三字經（3 words at a time）       | 每隊各派一名隊員出場,參加者的每一個對白只能由三個字組成(多音節的英文字均作一個字)                                                                                    | 2分鐘 |
| 一字經（word at a time）          | 每隊各派2名隊員,一個在左,一個在右,2人視為一個角色,劇中的對白需要2人互相接替,如A:你 > B:好 > A:嗎                                                                     | 2分鐘 |
| 被動的身軀（Moving body）         | 每隊各派2名隊員出場,一名參加者負責說話,令一名參加者負責移動另一位的身體                                                                                              | 2分鐘 |
| 雙體人形（Double Figure）         | 每隊各派2名隊員出場,遊戲內每個角色需要由兩位隊員前後組合而成，前者負責說話，後者則在後伸前雙手演繹前者的手，彼此配合演繹一個角色                                     | 2分鐘 |